# Championnat britannique des voitures de tourisme 1965
Le Championnat britannique des voitures de tourisme 1965 était la 8e saison du championnat britannique des voitures de tourisme, remporté par l'anglais Roy Pierpoint. Le championnat a débuté à Brands Hatch le 13 mars 1965 et s'est terminé à Oulton Park le 18 septembre 1965.

## Calendrier
| Manche | Circuit        | Date         | Pilote vainqueur | Ecurie vainqueur              | Voiture vainqueur    |
| ------ | -------------- | ------------ | ---------------- | ----------------------------- | -------------------- |
| 1      | Brands Hatch   | 13 mars      | Roy Pierpoint    | Weybridge Engineering Co. Ltd | Ford Mustang         |
| 2      | Oulton Park    | 3 avril      | Roy Pierpoint    | Weybridge Engineering Co. Ltd | Ford Mustang         |
| 3      | Snetterton     | 10 avril     | Mike Salmon      | Daynay Racing/F. English Ltd  | Ford Mustang         |
| 4      | Goodwood       | 19 avril     | Jim Clark        | Team Lotus                    | Lotus Cortina        |
| 5      | Silverstone    | 15 mai       | Roy Pierpoint    | Weybridge Engineering Co. Ltd | Ford Mustang         |
| 6 A-B  | Crystal Palace | 7 juin       | Roy Pierpoint    | Weybridge Engineering Co. Ltd | Ford Mustang         |
| 6 C-D  | Crystal Palace | 7 juin       | John Rhodes      | Cooper Car Co.                | Morris Mini Cooper S |
| 7      | Brands Hatch   | 30 août      | Jack Brabham     | Alan Brown Racing Ltd         | Ford Mustang         |
| 8      | Oulton Park    | 18 septembre | Jim Clark        | Team Lotus                    | Lotus Cortina        |

## Classement final

### Pilotes
| Championnat pilotes | Championnat pilotes | Championnat pilotes | Championnat pilotes           | Championnat pilotes |
| Pos.                | Pilote              | Voiture             | Ecurie                        | Points              |
| ------------------- | ------------------- | ------------------- | ----------------------------- | ------------------- |
| 1                   | Roy Pierpoint       | Ford Mustang        | Weybridge Engineering Co. Ltd | 60                  |
| 2                   | Warwick Banks       | Mini Cooper S       | Cooper Car Co.                | 48                  |
| 3                   | John Rhodes         | Mini Cooper S       | Cooper Car Co.                | 40                  |
| 4                   | Jack Sears          | Lotus Cortina       | Team Lotus                    | 38                  |
| 5                   | Frank Gardner       | Lotus Cortina       | Race Proved by Willment       | 34                  |
| 6                   | Gawaine Baillie     | Ford Mustang        | Gawaine Baillie               | 24                  |